# Karl-Otto Koch
Karl-Otto Koch (n. 2 august 1897, Darmstadt – 5 aprilie 1945, Lagărul de concentrare Buchenwald) a fost un Schutzstaffel german și primul comandant al lagărelor naziste de concentrare Sachsenhausen (1936-1937), Buchenwald (1937–1941) și Majdanek (1941–1943). În această calitate a furat o cantitate uriașă de bani și obiecte valoroase deținute de evreii uciși în lagăre.
Activitatea sa de la Buchenwald a atras atenția SS-Obergruppenführer-ului Josias, Prinț Ereditar de Waldeck și Pyrmont în 1941. Josias a investigat decesul medicului Walter Krämer și al lui Karl Peixof, uciși ca „prizonieri politici” de către Karl-Otto Koch pentru a nu se afla că acesta suferă de sifilis. Waldeck a primit de asemenea rapoarte că un anumit prizonier a fost împușcat în timp ce încerca să fugă. În acea perioadă Koch era deja transferat în lagărul de concentrare Majdanek din Polonia, dar soția sa, Ilse, încă locuia în casa comandantului de la Buchenwald. Waldeck a ordonat o investigație majoră a lagărului, investigație condusă de ofițerul SS dr. Georg Konrad Morgen, fiind dezvăluite multe din ordinele lui Koch de ucidere a prizonierilor, la fel ca și însușirea bunurilor acestora.
A fost executat la 5 aprilie 1945, fiind adus în fața unui pluton de execuţie nazist.